# Ньюкомб, Джон
Джон Дэвид Нью́комб AO (англ. John David Newcombe, род. 23 мая 1944 года, Сидней, Австралия) — австралийский профессиональный теннисист и теннисный тренер, бывшая первая ракетка мира.

## Достижения
Выиграл 31 турнир ATP в одиночном и 33 турнира в парном разряде.
Лучшие результаты в турнирах «Большого шлема»:
- Чемпион Открытого чемпионата Австралии (1973, 1975) в одиночном разряде. Чемпион (1965, 1967, 1971, 1973, 1976)  в парном разряде. Чемпион (1965) в смешанном парном разряде.
- Чемпион Уимблдона (1967, 1970, 1971) в одиночном разряде. Чемпион (1965, 1966, 1968, 1969, 1970, 1974) в парном разряде. Чемпион (1965) смешанном парном разряде.
- Чемпион США (1967, 1973) в одиночном разряде. Чемпион (1967, 1971, 1973)  в парном разряде. Чемпион (1964) в смешанном парном разряде.
- Чемпион (1967, 1969, 1973) Открытого чемпионата Франции в парном разряде. Чемпион (1965) в смешанном парном разряде. Четвертьфиналист  (1969) в одиночном разряде.

Первая ракетка мира с 3 июня 1974 года, сохранял этот титул (с перерывами) в течение 8 недель.

## Основные вехи спортивной карьеры
До 17 лет теннис интересовал Джона Ньюкомба меньше, чем другие виды спорта. Только в этом возрасте капитану национальной сборной Гарри Хопману удалось убедить Ньюкомба в перспективности теннисной карьеры. С 1961 по 1963 год Ньюкомб три раза подряд становился чемпионом Австралии среди юношей, а в 19 лет, в 1963 году, уже выступал за сборную, став одним из самых молодых игроков в её истории. В решающей пятой игре финала Кубка Дэвиса со сборной США Ньюкомб уступил чемпиону Уимблдона Чаку Мак-Кинли, но не раньше, чем заставил того играть четвёртый сет. В дальнейшем Ньюкомб участвовал в завоевании австралийцами четырёх Кубков Дэвиса подряд (хотя не во всех финалах он участвовал).

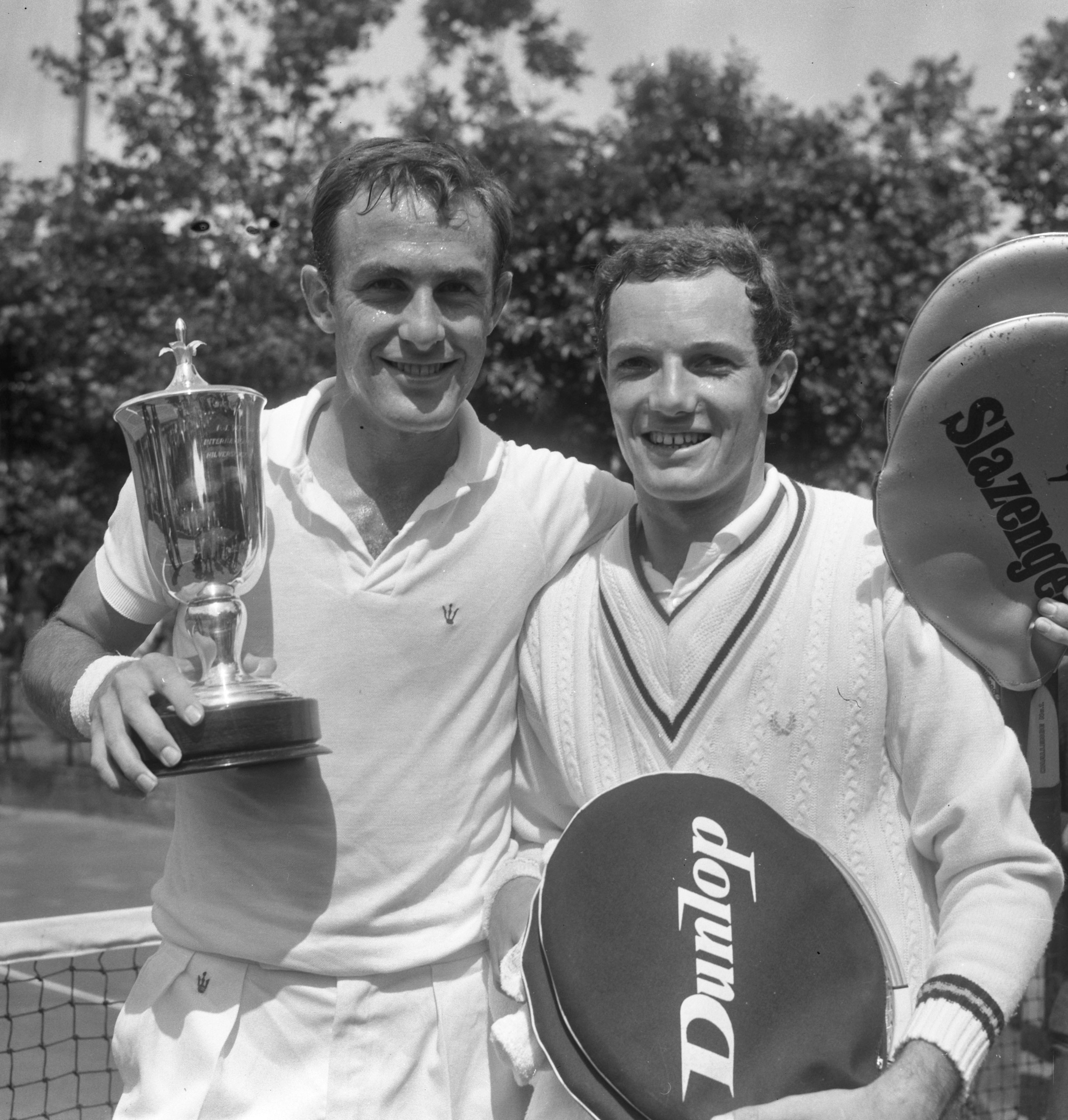
Ньюкомб (слева) и Том Оккер в 1965 году

В 1965 году Ньюкомб завоевал свой первый взрослый титул в турнирах Большого шлема, выиграв с ещё одним хозяином корта, Тони Рочем, чемпионат Австралии в мужском парном разряде, а затем и Уимблдонский турнир. Правша Ньюкомб и левша Роч доминировали в мужском парном теннисе на протяжении нескольких лет, выиграв совместно 12 турниров Большого шлема в мужском парном разряде и став одной из четырёх мужских пар в истории, побеждавших на всех четырёх турнирах Большого шлема. Пять совместных побед Ньюкомба и Роча в Уимблдонском турнире являются четвёртым результатом в истории этого турнира. Ещё пять титулов в мужских парах Ньюкомб завоевал с другими партнёрами.
Помимо 17 побед в мужских парах и двух в миксте (оба с Маргарет Корт), Ньюкомб является семикратным победителем турниров Большого шлема в одиночном разряде. Единственный турнир Большого шлема, который он не сумел выиграть, — Открытый чемпионат Франции. В 1970, 1971 и 1973 годах он завершал сезон в ранге лучшего игрока мира. После 1967 года он играл в турнирах профессиональной лиги World Championship Tennis (WCT), что не позволило ему участвовать в нескольких розыгрышах Кубка Дэвиса, остававшегося любительским соревнованием, а также в Уимблдонском турнире 1972 года. Следующий розыгрыш Уимблдонского турнира он бойкотировал вместе с ещё несколькими ведущими профессионалами. В том же году он вернулся в состав национальной сборной и вместе с Родом Лейвером помог ей выиграть Кубок Дэвиса, разгромив в гостях сборную США с сухим счётом. На следующий год он стал одним из первых профессионалов, присоединившихся к командной лиге World Team Tennis, в которой отыграл, впрочем, только один сезон.
После завершения карьеры Ньюкомб в 1977—1978 годах был президентом Ассоциации теннисистов-профессионалов (ATP). В дальнейшем он основал в Нью-Браунфелсе (Техас) теннисную школу «Теннисное ранчо Джона Ньюкомба». Он также был капитаном сборной Австралии, которую привёл в 1999 году к победе в Кубке Дэвиса.
В 1979 году Ньюкомб был произведён в офицеры ордена Британской империи, а через десять лет — в офицеры ордена Австралии. Ньюкомб — член Зала спортивной славы Австралии с 1985 года и Международного зала теннисной славы с 1986 года.

## Участие в финалах турниров Большого шлема за карьеру (34)

### Одиночный разряд (10)

#### Победы (7)
| Год  | Турнир                           | Покрытие | Соперник в финале | Счёт в финале           |
| ---- | -------------------------------- | -------- | ----------------- | ----------------------- |
| 1967 | Уимблдонский турнир              | Трава    | Вильгельм Бунгерт | 6–2, 6–1, 6–1           |
| 1967 | Чемпионат США                    | Трава    | Кларк Гребнер     | 6–4, 6–4, 8–6           |
| 1970 | Уимблдонский турнир (2)          | Трава    | Кен Розуолл       | 5–7, 6–3, 6–2, 3–6, 6–1 |
| 1971 | Уимблдонский турнир (3)          | Трава    | Стэн Смит         | 6–3, 5–7, 2–6, 6–4, 6–4 |
| 1973 | Открытый чемпионат Австралии     | Трава    | Онни Парун        | 6–3, 6–7, 7–5, 6–1      |
| 1973 | Открытый чемпионат США (2)       | Трава    | Ян Кодеш          | 6–4, 1–6, 4–6, 6–2, 6–3 |
| 1975 | Открытый чемпионат Австралии (2) | Трава    | Джимми Коннорс    | 7–5, 3–6, 6–4, 7–6      |

#### Поражения (3)
| Год  | Турнир                       | Покрытие | Соперник в финале | Счёт в финале        |
| ---- | ---------------------------- | -------- | ----------------- | -------------------- |
| 1966 | Чемпионат США                | Трава    | Фред Столл        | 6–4, 10–12, 3–6, 4–6 |
| 1969 | Уимблдонский турнир          | Трава    | Род Лейвер        | 4–6, 7–5, 4–6, 4–6   |
| 1976 | Открытый чемпионат Австралии | Трава    | Марк Эдмондсон    | 7–6, 3–6, 6–7, 1–6   |

### Мужской парный разряд (21)

#### Победы (17)
| Год  | Турнир                           | Партнёр       | Соперники в финале          | Счёт в финале             |
| ---- | -------------------------------- | ------------- | --------------------------- | ------------------------- |
| 1965 | Чемпионат Австралии              | Тони Роч      | Фред Столл Рой Эмерсон      | 3–6, 4–6, 13–11, 6–3, 6–4 |
| 1965 | Уимблдонский турнир              | Тони Роч      | Кен Флетчер Боб Хьюитт      | 7–5, 6–3, 6–4             |
| 1966 | Уимблдонский турнир (2)          | Кен Флетчер   | Билл Боури Оуэн Дэвидсон    | 6–3, 6–4, 3–6, 6–3        |
| 1967 | Чемпионат Австралии (2)          | Тони Роч      | Билл Боури Оуэн Дэвидсон    | 3–6, 6–3, 7–5, 6–8, 8–6   |
| 1967 | Чемпионат Франции                | Тони Роч      | Кен Флетчер Рой Эмерсон     | 6–3, 9–7, 12–10           |
| 1967 | Чемпионат США                    | Тони Роч      | Билл Боури Оуэн Дэвидсон    | 6–8, 9–7, 6–3, 6–3        |
| 1968 | Уимблдонский турнир (3)          | Тони Роч      | Кен Розуолл Кен Флетчер     | 3–6, 8–6, 5–7, 14–12, 6–3 |
| 1969 | Открытый чемпионат Франции (2)   | Тони Роч      | Род Лейвер Рой Эмерсон      | 4–6, 6–1, 3–6, 6–4, 6–4   |
| 1969 | Уимблдонский турнир (4)          | Тони Роч      | Том Оккер Марти Риссен      | 7–5, 11–9, 6–3            |
| 1970 | Уимблдонский турнир (5)          | Тони Роч      | Кен Розуолл Фред Столл      | 10–8, 6–3, 6–1            |
| 1971 | Открытый чемпионат Австралии (3) | Тони Роч      | Том Оккер Марти Риссен      | 6–2, 7–6                  |
| 1971 | Открытый чемпионат США (2)       | Роджер Тейлор | Эрик ван Диллен Стэн Смит   | 6–7, 6–3, 7–6, 4–6, [5-3] |
| 1973 | Открытый чемпионат Австралии (4) | Мэл Андерсон  | Джон Александр Фил Дент     | 6–3, 6–4, 7–6             |
| 1973 | Открытый чемпионат США (3)       | Оуэн Дэвидсон | Род Лейвер Кен Розуолл      | 7–5, 2–6, 7–5, 7–5        |
| 1973 | Открытый чемпионат Франции (3)   | Том Оккер     | Джимми Коннорс Илие Настасе | 6–1, 3–6, 6–3, 5–7, 6–4   |
| 1974 | Уимблдонский турнир (6)          | Тони Роч      | Боб Лутц Стэн Смит          | 8–6, 6–4, 6–4             |
| 1976 | Открытый чемпионат Австралии (5) | Тони Роч      | Росс Кейс Джефф Мастерс     | 7–6, 6–4                  |

1. ↑  В пятом сете игрался супер-тай-брейк

#### Поражения (4)
| Год  | Турнир                  | Партнёр       | Соперники в финале            | Счёт в финале               |
| ---- | ----------------------- | ------------- | ----------------------------- | --------------------------- |
| 1963 | Чемпионат Австралии     | Кен Флетчер   | Фред Столл Боб Хьюитт         | 2–6, 6–3, 3–6, 6–3, 3–6     |
| 1964 | Чемпионат Франции       | Тони Роч      | Кен Флетчер Рой Эмерсон       | 5–7, 3–6, 6–3, 5–7          |
| 1966 | Чемпионат Австралии (2) | Тони Роч      | Фред Столл Рой Эмерсон        | 9–7, 3–6, 8–6, 12–14, 10–12 |
| 1972 | Открытый чемпионат США  | Оуэн Дэвидсон | Клифф Драйсдейл Роджер Тейлор | 4–6, 6–7, 3–6               |

### Смешанный парный разряд (3)

#### Победы (2)
| Год  | Турнир              | Партнёр       | Соперники в финале         | Счёт в финале                    |
| ---- | ------------------- | ------------- | -------------------------- | -------------------------------- |
| 1964 | Чемпионат США       | Маргарет Корт | Джуди Тегарт Эд Рубинофф   | 0–6, 6–4, 6–4                    |
| 1965 | Чемпионат Австралии | Маргарет Корт | Робин Эбберн Оуэн Дэвидсон | Финал не игрался, титул разделён |

#### Поражение (1)
| Год  | Турнир            | Партнёр     | Соперники в финале        | Счёт в финале |
| ---- | ----------------- | ----------- | ------------------------- | ------------- |
| 1965 | Чемпионат Франции | Мария Буэно | Маргарет Корт Кен Флетчер | 4–6, 4–6      |

## Участие в финальных матчах Кубка Дэвиса (5)

### Победы (4)
| №  | Год  | Место    | Команда                                            | Соперник в финале                            | Счёт |
| 1. | 1965 | Сидней   | Австралия Д. Ньюкомб, Т. Роч, Ф. Столл, Р. Эмерсон | Испания Х. Л. Арилья, Х. Гисберт, М. Сантана | 4-1  |
| 2. | 1966 | Мельбурн | Австралия Д. Ньюкомб, Т. Роч, Ф. Столл, Р. Эмерсон | Индия Р. Кришнан, Д. Мукерджи                | 4-1  |
| 3. | 1967 | Брисбен  | Австралия Д. Ньюкомб, Т. Роч, Б. Боури, Р. Эмерсон | Испания М. Орантес, М. Сантана               | 4-1  |
| 4. | 1973 | Кливленд | Австралия Р. Лейвер, Д. Ньюкомб                    | США Э. ван Диллен, Т. Горман, С. Смит        | 5-0  |

### Поражение (1)
| №  | Год  | Место    | Команда                                      | Соперник в финале            | Счёт |
| 1. | 1963 | Аделаида | Австралия Д. Ньюкомб, Н. Фрейзер, Р. Эмерсон | США Ч. Мак-Кинли, Д. Ралстон | 2-3  |